# Shimokitayama
Shimokitayama (下北山村, Shimokitayama-mura) est un village situé dans le district de Yoshino (préfecture de Nara), au Japon. Le mont Shakka se trouve en partie sur son territoire.